# فيديريكا فاييلا
فيديريكا فاييلا (من مواليد 1 فبراير 1981) راقصة جليدية إيطالية سابقة مع شريكها ماسيمو سكالي، حصلت على الميدالية البرونزية العالمية لعام 2010 ، وحصلت على الميدالية الفضية الأوروبية مرتين (2009-2010) وست مرات (2003-2005 ، 2007-2009) بطلة وطنية إيطالية كما فازوا بأحد عشر ميدالية في سباق الجائزة الكبرى.